# Marele icosidodecaedru
În geometrie marele icosidodecaedru este un poliedru uniform neconvex, cu simbolul U54. Are 32 de fețe (20 de triunghi uri și 12 pentagrame), 60 de laturi și 30 de vârfuri. Are simbolul Schläfli r{3,5⁄2}. Este rectificarea marelui dodecaedru stelat și a marelui icosaedru. A fost descoperit independent de Edmund Hess în 1878 și de Pitsch în 1882.

## Mărimi asociate

### Coordonate carteziene
Coordonatele carteziene ale vârfurilor marelui icosidodecaedru cu lungimea laturii 2, centrat în origine, sunt toate permutările ale:
{\displaystyle \left(\,0,\,0,\,\pm 2(\varphi -1)\,\right)}
împreună cu toate permutările pare ale:
{\displaystyle \left(\,\pm (2-\varphi ),\,\pm (\varphi -1),\,\pm 1\,\right)}
unde {\displaystyle \varphi ={\frac {1+{\sqrt {5}}}{2}}} este secțiunea de aur.

### Raza circumscrisă
Raza circumscrisă în funcție de lungimea laturilor a este.
{\displaystyle R=\varphi ^{-1}\,a=(\varphi -1)\,a.}

### Volum
Următoarea formulă pentru volum V este stabilită pentru lungimea laturilor tuturor poligoanelor (care sunt regulate) a:
{\displaystyle V={\frac {45-17{\sqrt {5}}}{6}}\,a^{3}\approx 1,164474~a^{3}.}

## Poliedre înrudite

Trunchiere animată de la {5/2, 3} la {3, 5/2}

Numele este format analog cum un cub–octaedru formează un cuboctaedru și cum un dodecaedru–icosaedru creează un (mic) icosidodecaedru.
Are aceeași dispunere a vârfurilor cu icosidodecaedrul, anvelopa sa convexă. Spre deosebire de marele icosaedru și marele dodecaedru, marele icosidodecaedru nu este o stelare a icosidodecaedrului, ci o fațetare a acestuia.
De asemenea, are aceeași dispunere a laturilor cu marele icosihemidodecaedru (având fețele triunghiulare în comun) și cu marele dodecahemidodecaedru (având fețele pentagramice în comun).
| Marele icosidodecaedru             | Marele dodecahemidodecaedru | Marele icosihemidodecaedru |
| Icosidodecaedru (anvelopa convexă) |                             |                            |

Acest poliedru poate fi considerat un mare icosaedru rectificat
Marele dodecaedru stelat trunchiat este un poliedru degenerat, cu 20 de fețe triunghiulare de la vârfurile trunchiate și 12 fețe pentagonale (ascunse) ca trunchieri ale fețelor originale ale pentagramei, acestea din urmă formând un mare dodecaedru înscris în interior și având în comun laturile icosaedrului.
| Nume                    | Marele dodecaedru stelat | Marele dodecaedru stelat trunchiat | Marele icosidodecaedru | Marele icosaedru trunchiat | Marele icosaedru |
| ----------------------- | ------------------------ | ---------------------------------- | ---------------------- | -------------------------- | ---------------- |
| Diagramă Coxeter–Dynkin |                          |                                    |                        |                            |                  |
| imagine                 |                          |                                    |                        |                            |                  |

## Marele triacontaedru rombic
Dualul marelui icosidodecaedru este marele triacontaedru rombic, cu simbolul uniform DU54. Este o figură izoedrică și izotoxală. Are 30 de fețe rombice care se intersectează. Poate fi numit și marele triacontaedru stelat.
Marele triacontaedru rombic poate fi construit prin extinderea fețelor unui triacontaedru rombic cu un factor de {\displaystyle \varphi ^{3}=1+2\varphi =2+{\sqrt {5}},} unde {\displaystyle \varphi } este secțiunea de aur.